# Municipio de Levant
El municipio de Levant (en inglés: Levant Township) es un municipio ubicado en el condado de Grand Forks en el estado estadounidense de Dakota del Norte. En el año 2010 tenía una población de 58 habitantes y una densidad poblacional de 0,62 personas por km².

## Geografía
El municipio de Levant se encuentra ubicado en las coordenadas 48°9′3″N 97°19′10″O / 48.15083, -97.31944. Según la Oficina del Censo de los Estados Unidos, el municipio tiene una superficie total de 93.12 km², de la cual 93,12 km² corresponden a tierra firme y (0 %) 0 km² es agua.

## Demografía
Según el censo de 2010, había 58 personas residiendo en el municipio de Levant. La densidad de población era de 0,62 hab./km². De los 58 habitantes, el municipio de Levant estaba compuesto por el 91,38 % blancos, el 5,17 % eran amerindios y el 3,45 % eran de una mezcla de razas. Del total de la población el 1,72 % eran hispanos o latinos de cualquier raza.